# شاهر (حبيش)

تعديل مصدري - تعديل

شاهر محلة تابعة لقرية العريفة، التابعة لعزلة جبل عميقة بمديرية حبيش إحدى مديريات محافظة إب في الجمهورية اليمنية، بلغ تعداد سكانها 59 حسب تعداد اليمن لعام 2004.